# 사랑에 빠진 것처럼
《사랑에 빠진 것처럼》(ライク・サムワン・イン・ラブ 라이쿠 사무완 인 라부[*], Like Someone in Love)은 2012년에 개봉된 일본, 프랑스 공동 제작 일본어 드라마 영화이다. 아바스 키아로스타미가 감독과 각본을 맡았으며 다카나시 린, 오쿠노 다다시, 가세 료가 출연했다. 84세 전직 대학교수와 데이트 클럽에서 일하는 여대생, 여대생의 애인인 청년의 이야기를 다룬 이 영화는 2012년 칸 영화제 경쟁부문에 진출했다.
아바스 키아로스타미가 2016년 사망하면서, 마지막 작품이 되기도 했다.

## 줄거리
도쿄의 고급스러운 바에서 돈을 받고 남자들을 상대하는 아키코(타카나시 린)는 그녀의 비밀스런 일상을 모른 채 그녀에게 집착하는 남자친구 노리아키(카세 료)로 인해 쫓기듯 불안한 하루하루를 보낸다. 어느 날 밤, 오랫동안 알고 지낸 히로시로부터 누군가의 집을 방문하라는 제안을 받게 되고, 아키코는 그곳에서 노교수 타카시(오쿠노 타다시)를 만난다. 오래 전부터 자신을 아는 듯 대하는 타카시와 이야기하며 편안함을 느낀 아키코는 자연스러운 대화를 이어가며 하룻밤을 보낸다.
다음 날, 아키코를 학교에 데려다 주던 길에 타카시는 우연히 노리아키를 만나게 되고, 두 사람의 관계를 의심하는 노리아키의 집요한 시선이 주변을 맴도는데…

## 출연

### 주연
- 타카나시 린
- 오쿠노 타다시
- 카세 료
- 덴덴

### 조연
- 모리 레이코

## 기타
- 프로듀서: 나다나엘 카미츠